# 방어동
방어동(方魚洞)은 울산광역시 동구의 하위 행정구역으로, 법정동이자 행정동이다. 동구의 관문으로서 고래잡이 전진기지 및 동해지역 수산의 주요어항인 방어진항을 중심으로, 주거지역이 넓게 분포하고 있으며 문현, 화암지구의 대단위 택지 조성으로 날로 인구가 증가하는 추세이다. 자연부락과 신개발지역이 공존하고 주민계층도 다양한 지역특색을 가지고 있다.

## 지명
방어동에 대한 기록이 처음 나타나는 것은 조선 정조 때인 18세기부터였다. 그 후 1894년 고종 31년에는 방어동과 화잠동으로 갈라졌고, 1914년의 행정 구역 개편 때는 방어리로 다시 통합되었다. 방어동이 급속히 발전하게 된 것은 일제시대 일본인들의 집단 이주와 함께 어업 전진기지가 되면서부터였다. 그리하여 방어동은 청어, 정어리, 고래 등의 풍부한 수산 자원을 바탕으로 크게 번성하게 되었다. 이때 이곳에는 읍사무소를 비롯하여 학교, 우체국, 금융, 조합, 전화국, 발전소, 냉동 공장 등과 함께 유흥가가 따로 형성될 만큼 흥청거렸다. 방어동의 자연 마을로는 동진·서진·북진·내진·중진·상진·남진·문재·화암 등이 있는데, 지금은 마을과 마을이 모두 이어져 구분하기가 쉽지 않다.

## 연혁
- 1910년 10월 1일 울산군 동면
- 1936년 7월 1일 울산군 방어진읍
- 1962년 6월 1일 울산시편입 (방어진출장소)
- 1985년 7월 15일 울산시 중구 방어동
- 1988년 1월 1일 울산시 동구 방어동
- 1997년 7월 15일 울산광역시 동구 방어동

## 교육
- 문현초등학교
- 방어진초등학교
- 화암초등학교
- 화진초등학교
- 화암중학교
- 문현고등학교
- 화암고등학교

## 주거

### 아파트
| 단지명                | 건설사       | 시행사       | 주소            | 입주        | 비고 |
| --------------------- | ------------ | ------------ | --------------- | ----------- | ---- |
| 현대비치              | 현대건설     | ㈜현대하니콤 | 동구 화문로 70  | 1997년 11월 |      |
| 꽃바위 현대           | 현대산업개발 | 현대미포조선 | 동구 화잠9길 45 | 1995년 9월  |      |
| 문현 아이파크         | 현대산업개발 | 현대중공업   | 동구 문현6길 19 | 2007년 1월  |      |
| 현대중공업 외국인사택 | 현대산업개발 | 현대중공업   | 동구 화잠로 51  | 2006년 7월  |      |

### 오피스텔
방어동
- SM삼환기업 울산 경남아너스빌 시그니처 : 2024년 3월 입주예정.

## 교통
- 방어진시외버스터미널